# Karolis Chvedukas
Karolis Chvedukas (Marijampolė, 1991. április 21. – 2023. június 19.) válogatott litván labdarúgó, középpályás.

## Pályafutása

### Klubcsapatban
2008 és 2016 között az FK Sūduva, 2016–17-ben a horvát RNK Split, 2017-ben a lengyel Chojniczanka Chojnice, majd újra az FK Sūduva labdarúgója volt. A litván nevelőegyesületével egy-egy bajnoki címet és kupagyőzelmet ért el. 2018-ban az ír Dundalk, 2019-ben a Waterford játékosa volt. A Dundalk csapatával egy-egy ír bajnoki címet és kupagyőzelmet szerzett. 2020-ban a máltai Oratory Youths, 2021-ben a finn KPV együttesében szerepelt. 2023-ban a Marijampolė City labdarúgója volt, amikor váratlanul elhunyt.

### A válogatottban
2012 és 2019 között 20 alkalommal szerepelt a litván válogatottban.

## Sikerei, díjai
FK Sūduva
- Litván bajnokság
  - bajnok: 2017
- Litván kupa
  - győztes: 2009

 Dundalk
- Ír bajnokság
  - bajnok: 2018
- Ír kupa
  - győztes: 2018